# هانوفر (نيوهامبشير)
هانوفر هي مدينة في ولاية نيوهامبشر في الولايات المتحدة الأمريكية.

## التركيبة السكانية
حدّد مكتب تعداد الولايات المتحدة بيانات التركيبة السكانية لهانوفر في تعداد الولايات المتحدة. في ما يلي، التركيبة السكانية حسب تعدادي 2000 و2010.

### تعداد عام 2000
بلغ عدد سكان هانوفر 8,162 نسمة بحسب تعداد عام 2000، وبلغ عدد الأسر 1,829 أسرة وعدد العائلات 967 عائلة مقيمة في المنطقة السكنية. في حين سجلت الكثافة السكانية 62.7 نسمة لكل كيلومتر مربع (162.4/ميل2). وبلغ عدد الوحدات السكنية 1,891 وحدة بمتوسط كثافة قدره 14.5 لكل كيلومتر مربع (37.6/ميل2).
وتوزع التركيب العرقي للمنطقة السكنية بنسبة 85.27% من البيض و2.25% من الأمريكيين الأفارقة و0.61% من الأمريكيين الأصليين و8.18% من الأمريكيين ذوي الأصول الآسيوية و0.09% من سكان جزر المحيط الهادئ و1.13% من الأعراق الأخرى و2.46% من عرقين مختلطين أو أكثر و3.17% من الهسبانيون أو اللاتينيون من أي عرق.
بلغ عدد الأسر 1,829 أسرة كانت نسبة 26.7% منها لديها أطفال تحت سن الثامنة عشر تعيش معهم، وبلغت نسبة الأزواج القاطنين مع بعضهم البعض 46.8% من أصل المجموع الكلي للأسر، ونسبة 4.8% من الأسر كان لديها معيلات من الإناث دون وجود شريك، بينما كانت نسبة 1.3% من الأسر لديها معيلون من الذكور دون وجود شريكة وكانت نسبة 47.1% من غير العائلات. تألفت نسبة 30.9% من أصل جميع الأسر من عدة أفراد يعيشون في نفس المنزل ونسبة 11.3% كانت تتألف من شخص يعيش بمفرده يبلغ من العمر 65 عاماً أو أكثر. وبلغ متوسط حجم الأسرة المعيشية 2.37، أما متوسط حجم العائلات فبلغ 2.95.
بلغ العمر الوسطي للسكان 21.9 عاماً. وكانت نسبة 11% من القاطنين تحت سن الثامنة عشر، وكانت نسبة 9.3% بين الثامنة عشر والرابعة والعشرين عاماً، ونسبة 12.8% كانت واقعةً في الفئة العمرية ما بين الخامسة والعشرين والرابعة والأربعين عاماً، ونسبة 11.8% كانت ما بين الخامسة والأربعين والرابعة والستين، ونسبة 8.2% كانت ضمن فئة الخامسة والستين عاماً فما فوق. يوجد لكل 100 أنثى 95.2 ذكر، ويوجد لكل 100 أنثى في الثامنة عشر من عمرها فما فوق 89.7 ذكر.
بلغ متوسط دخل الأسرة في المنطقة السكنية 62,143 دولارًا، أما متوسط دخل العائلة فبلغ 90,548 دولارًا. وكان متوسط دخل الذكور 56,667 دولارًا مقابل 35,682 دولارًا للإناث. وسجل دخل الفرد الخاص بالمنطقة السكنية 26,426 دولارًا. وكانت نسبة 1% من العائلات ونسبة 14.7% من السكان تحت خط الفقر، وكان من هؤلاء نسبة 1.2% تحت سن الثامنة عشر ونسبة 4.6% في الخامسة والستين من العمر وما فوق.

### تعداد عام 2010
بلغ عدد سكان هانوفر 8,636 نسمة بحسب تعداد عام 2010، وبلغ عدد الأسر 2,095 أسرة وعدد العائلات 1,016 عائلة مقيمة في المنطقة السكنية. في حين سجلت الكثافة السكانية 66.3 نسمة لكل كيلومتر مربع (171.7/ميل2). وبلغ عدد الوحدات السكنية 2,276 وحدة بمتوسط كثافة قدره 17.5 لكل كيلومتر مربع (45.3/ميل2).
وتوزع التركيب العرقي للمنطقة السكنية بنسبة 77.49% من البيض و4.33% من الأمريكيين الأفارقة و1.01% من الأمريكيين الأصليين و12.44% من الأمريكيين ذوي الأصول الآسيوية و0.02% من سكان جزر المحيط الهادئ و0.86% من الأعراق الأخرى و3.86% من عرقين مختلطين أو أكثر و4.62% من الهسبانيون أو اللاتينيون من أي عرق.
بلغ عدد الأسر 2,095 أسرة كانت نسبة 23.6% منها لديها أطفال تحت سن الثامنة عشر تعيش معهم، وبلغت نسبة الأزواج القاطنين مع بعضهم البعض 43.4% من أصل المجموع الكلي للأسر، ونسبة 4% من الأسر كان لديها معيلات من الإناث دون وجود شريك، بينما كانت نسبة 1.1% من الأسر لديها معيلون من الذكور دون وجود شريكة وكانت نسبة 51.5% من غير العائلات. تألفت نسبة 36.6% من أصل جميع الأسر من عدة أفراد يعيشون في نفس المنزل ونسبة 20.6% كانت تتألف من شخص يعيش بمفرده يبلغ من العمر 65 عاماً أو أكثر. وبلغ متوسط حجم الأسرة المعيشية 2.28، أما متوسط حجم العائلات فبلغ 2.96.
بلغ العمر الوسطي للسكان 22.1 عاماً. وكانت نسبة 10.9% من القاطنين تحت سن الثامنة عشر، وكانت نسبة 49.5% بين الثامنة عشر والرابعة والعشرين عاماً، ونسبة 14.2% كانت واقعةً في الفئة العمرية ما بين الخامسة والعشرين والرابعة والأربعين عاماً، ونسبة 12.2% كانت ما بين الخامسة والأربعين والرابعة والستين، ونسبة 13.2% كانت ضمن فئة الخامسة والستين عاماً فما فوق. وتوزع التركيب الجنسي للسكان بنسبة 49.1% ذكور و50.9% إناث.

## المناخ
يظهر الجدول التالي التغييرات المناخية على مدار السنة لهانوفر:
| البيانات المناخية لـهانوفر                            | البيانات المناخية لـهانوفر | البيانات المناخية لـهانوفر | البيانات المناخية لـهانوفر | البيانات المناخية لـهانوفر | البيانات المناخية لـهانوفر | البيانات المناخية لـهانوفر | البيانات المناخية لـهانوفر | البيانات المناخية لـهانوفر | البيانات المناخية لـهانوفر | البيانات المناخية لـهانوفر | البيانات المناخية لـهانوفر | البيانات المناخية لـهانوفر | البيانات المناخية لـهانوفر |
| الشهر                                                 | يناير                      | فبراير                     | مارس                       | أبريل                      | مايو                       | يونيو                      | يوليو                      | أغسطس                      | سبتمبر                     | أكتوبر                     | نوفمبر                     | ديسمبر                     | المعدل السنوي              |
| ----------------------------------------------------- | -------------------------- | -------------------------- | -------------------------- | -------------------------- | -------------------------- | -------------------------- | -------------------------- | -------------------------- | -------------------------- | -------------------------- | -------------------------- | -------------------------- | -------------------------- |
| الدرجة القصوى °ف (°م)                                 | 64 (18)                    | 63 (17)                    | 86 (30)                    | 93 (34)                    | 96 (36)                    | 98 (37)                    | 101 (38)                   | 103 (39)                   | 97 (36)                    | 87 (31)                    | 79 (26)                    | 70 (21)                    | 103 (39)                   |
| متوسط درجة الحرارة الكبرى °ف (°م)                     | 29.3 (−1.5)                | 34.0 (1.1)                 | 43.5 (6.4)                 | 56.6 (13.7)                | 70.4 (21.3)                | 78.5 (25.8)                | 82.9 (28.3)                | 80.8 (27.1)                | 71.3 (21.8)                | 58.5 (14.7)                | 45.6 (7.6)                 | 33.6 (0.9)                 | 57.1 (13.9)                |
| متوسط درجة الحرارة الصغرى °ف (°م)                     | 8.7 (−12.9)                | 11.6 (−11.3)               | 22.1 (−5.5)                | 32.8 (0.4)                 | 44.1 (6.7)                 | 53.5 (11.9)                | 58.8 (14.9)                | 57.3 (14.1)                | 49.4 (9.7)                 | 37.3 (2.9)                 | 28.4 (−2.0)                | 15.6 (−9.1)                | 35.0 (1.6)                 |
| أدنى درجة حرارة °ف (°م)                               | −28 (−33)                  | −40 (−40)                  | −22 (−30)                  | 7 (−14)                    | 22 (−6)                    | 30 (−1)                    | 39 (4)                     | 33 (1)                     | 22 (−6)                    | 13 (−11)                   | −12 (−24)                  | −34 (−37)                  | −40 (−40)                  |
| الهطول إنش (مم)                                       | 2.97 (75)                  | 2.34 (59)                  | 2.87 (73)                  | 3.02 (77)                  | 3.45 (88)                  | 3.36 (85)                  | 3.69 (94)                  | 3.70 (94)                  | 3.54 (90)                  | 3.47 (88)                  | 3.38 (86)                  | 2.90 (74)                  | 38.69 (983)                |
| متوسط تساقط الثلوج إنش (سم)                           | 17.6 (45)                  | 12.7 (32)                  | 10.8 (27)                  | 2.0 (5.1)                  | 0 (0)                      | 0 (0)                      | 0 (0)                      | 0 (0)                      | 0 (0)                      | 0 (0)                      | 4.0 (10)                   | 15.3 (39)                  | 62.4 (158.1)               |
| متوسط أيام هطول الأمطار (≥ 0.01 in)                   | 11.0                       | 8.7                        | 10.5                       | 11.7                       | 12.7                       | 12.6                       | 12.2                       | 11.9                       | 12.1                       | 11.6                       | 11.9                       | 11.4                       | 138.3                      |
| متوسط الأيام المثلجة (≥ 0.1 in)                       | 8.7                        | 6.0                        | 3.8                        | 1.2                        | 0                          | 0                          | 0                          | 0                          | 0                          | 0                          | 2.8                        | 7.3                        | 29.8                       |
| المصدر #1: NOAA (normals, 1971−2000)                  |                            |                            |                            |                            |                            |                            |                            |                            |                            |                            |                            |                            |                            |
| المصدر #2: The Weather Channel (extreme temperatures) |                            |                            |                            |                            |                            |                            |                            |                            |                            |                            |                            |                            |                            |

## أعلام
- جيمس كونانت
- لورا بريدجمان
- هاري هيلمان
- جون جورج كيميني
- إليزابيث ماكنتاير
- تشارلز أوغسطس يونج
- هانا كيارني
- توم داي